# Tarzan et la Belle Esclave
Pour plus de détails, voir Fiche technique et Distribution.
Tarzan et la Belle Esclave (Tarzan and the Slave Girl) est un film américain réalisé par Lee Sholem et sorti en 1950.

## Synopsis
Tarzan et Jane sont confronté à une civilisation perdue d'Afrique, dont le prince est sous la coupe d'un conseiller maléfique, qui propage une étrange maladie afin de kidnapper un grand nombre de femmes.

## Fiche technique
- Réalisation : Lee Sholem
- Scénario : Arnold Belgard, Hans Jacoby[1]
- Production : RKO Radio Pictures, Inc.
- Photographie : Russell Harlan
- Montage : Christian Nyby
- Musique : Paul Sawtell
- Genre : Aventure[2]
- Distributeur : RKO Pictures
- Durée : 74 minutes
- Date de sortie :
  - États-Unis : 15 mars 1950

## Distribution
- Lex Barker : Tarzan
- Vanessa Brown : Jane
- Robert Alda : Neil
- Hurd Hatfield : Prince of the Lionians
- Arthur Shields : Dr. E.E. Campbell
- Anthony Caruso : Sengo
- Denise Darcel : Lola
- Robert Warwick : High Priest
- Alfonso Pedroza : Nagasi Chief (non crédité)
- Satini Pualoa : Medicine Man (non crédité)
- Tito Renaldo : Chief's Son (non crédité)
- Phil Harron : Lionian (non crédité)
- Peter Mamakos : Lionian Henchman (non crédité)
- Tom Hernández : Molo